# Вадовицький повіт
Вадовицький повіт (пол. powiat wadowicki) — один з 19 земських повітів Малопольського воєводства Польщі. Утворений 1 січня 1999 року в результаті адміністративної реформи.

## Загальні дані
Повіт розташовується у західній частині воєводства.
Адміністративний центр — місто Вадовиці.
Станом на 1.01.2008 населення становить 154 899 осіб, площа 643,53 км².

## Демографія
Демографічні дані повіту станом на 30.06.2005:
|       | Всього  | Всього | Жінки  | Жінки | Чоловіки | Чоловіки |
| ----- | ------- | ------ | ------ | ----- | -------- | -------- |
|       | осіб    | %      | осіб   | %     | осіб     | %        |
| Повіт | 154 012 | 100    | 78 593 | 51    | 75 419   | 49       |
| Міста | 45 600  | 100    | 23 869 | 52,3  | 21 731   | 47,7     |
| Села  | 108 412 | 100    | 54 724 | 50,5  | 53 688   | 49,5     |

## Ґміни
- Андрихув
- Кальварія-Зебжидовська
- Вадовиці
- Бжезніца
- Лянцкорона
- Мухаж
- Спитковіце
- Стришів
- Томіце
- Вепш